# Oumeima El Khalil
Oumeima El Khalil (arabisch أميمة الخليل, DMG Umaima al-Ḫalīl; geboren im Dorf Fakiha, auch Fiké genannt, bei Baalbek in der Bekaa-Ebene) ist eine libanesische Künstlerin.

## Biographie
Sie wuchs in einer Künstlerfamilie auf und begann ihre Karriere bereits im Alter von zwölf Jahren als Sängerin, begleitet von ihrem Vater an der Laute. Die Familie zog dann nach Beirut, wo sie Musiktheorie und Gesang studierte. Dann lernte sie den Komponisten Marcel Khalife kennen und schloss sich seinem Ensemble „El Mayadine“ an, in dem sie solo sang.
Sie singt für bedeutende Dichter der arabischen Welt, wie Mahmoud Darwish, Chawki Bazih, Mohammed Abdullah, Talal Haider, Henry Zugheib und Nizar Attia.

## Lieder
- Takabar Takabar
- Asfour tal min chebbak